# Sacra Famiglia Benson
La Sacra Famiglia Benson è un dipinto a olio su tavola (37,3x45,6 cm) di Giorgione, databile al 1500 circa e conservato nella National Gallery of Art a Washington.

## Storia
L'opera proviene forse dalle collezioni di Carlo I d'Inghilterra, passata poi a Giacomo II, che la vendette facendola finire al mercante Allart van Everdingen, residente tra Haarlem e Amsterdam. Sarebbe poi passata in Francia e attraverso varie collezioni sarebbe infine comparsa sul mercato nel 1887. Nel 1894 era nelle collezioni londinesi di Robert Henry Benson, che diede il nome all'opera. Nel 1927 la sua intera collezione d'arte venne venduta, tramite i Duveen Brothers, a Samuel H. Kress, che poi la donò alla nascente galleria nazionale americana nel 1952.

## Descrizione e stile

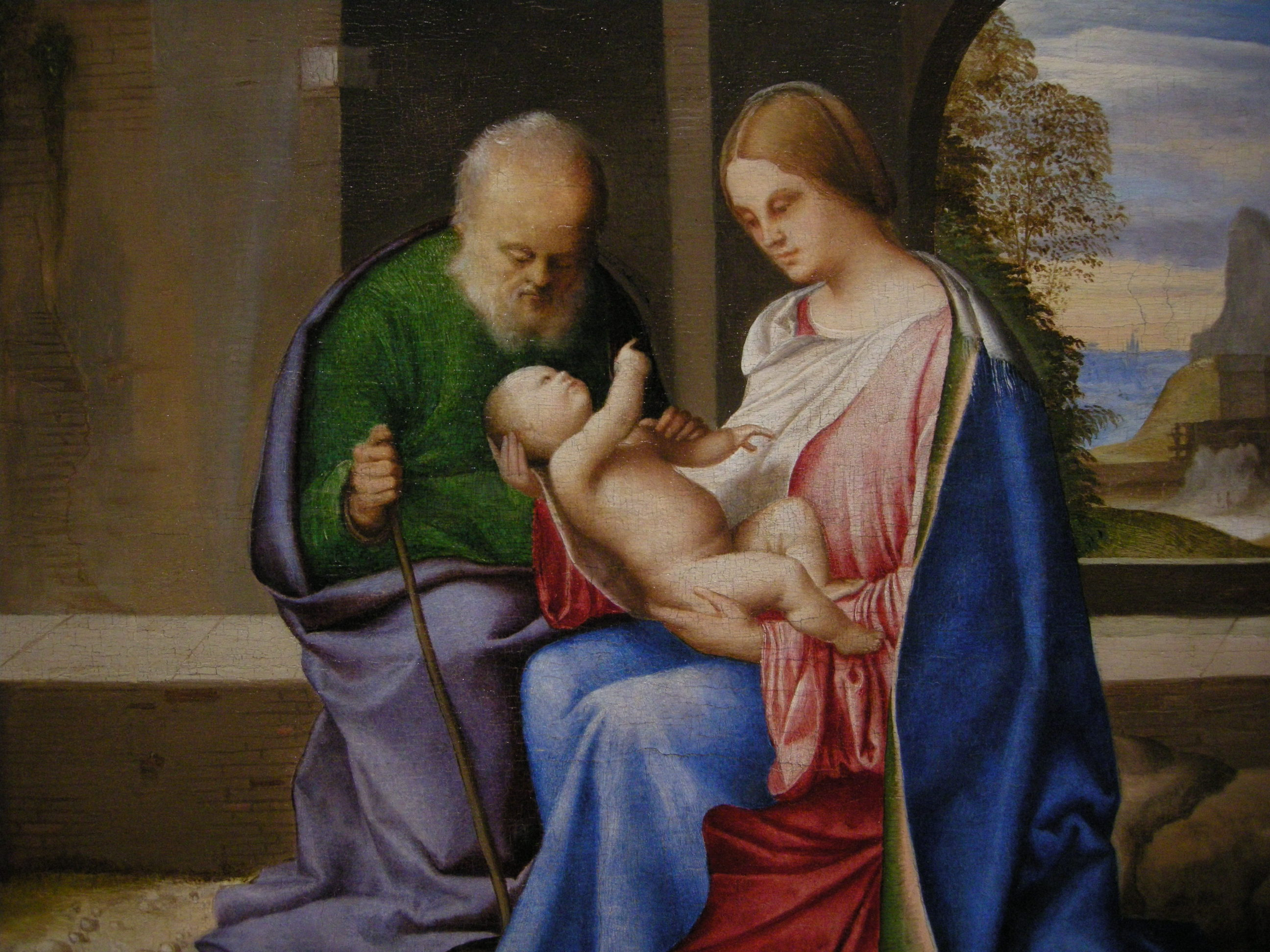
Dettaglio

In una capannuccia aperta tramite un arco su un lontano paesaggio (un espediente già usato da Alvise Vivarini), la Sacra famiglia è raccolta attorno al Bambin Gesù, che si divincola tra le braccia di Maria come un vero neonato. Giuseppe siede su un muretto grezzo, mentre la Madonna è assisa su una roccia nuda, che forse si riferiscono all'incompletezza del mondo prima della venuta di Cristo. Se il panneggio sovrabbondante e dalle pieghe secche, come increspate nella carta, rimanda ad esempi fiamminghi (come Hieronymus Bosch), la postura delle figure ricorda il "protoclassicismo" di Lorenzo Costa, mentre la fisionomia di Giuseppe riecheggia Giovanni Bellini. Una certa attenzione ai dettagli minuti in primo piano (i sassolini sparsi in terra, alcune pianticelle) deriva forse dall'assimilazione di esempi nordici, ben noti a Venezia, anche attraverso le stampe.
Tipicamente giorgionesca è invece la predominanza del colore, che determina il volume delle figure, steso in strati sovrapposti senza il confine netto dato dal contorno, che tendono così a fondere soggetti e paesaggio: si tratta degli effetti atmosferici del tonalismo che ebbe proprio nel maestro di Castelfranco uno dei fondamentali interpreti.